# Aglena ornatus
Aglena ornatus är en insektsart som beskrevs av Herrich-schaeffer 1838. Aglena ornatus ingår i släktet Aglena och familjen dvärgstritar. Inga underarter finns listade i Catalogue of Life.